# Wolfgang Sawallisch
Wolfgang Sawallisch [ˌvɔlfɡaŋ zaˈvalɪʃ] (München, 1923. augusztus 26. – Grassau, 2013. február 22.) német karmester és zongoraművész volt. Legfőbb érdeme Wagner és Richard Strauss mellőzött műveinek újrafelfedezése.

## Pályája
Édesapja egy tűzkárbiztosítással foglalkozó cég vezetője volt.
Sawallisch szülővárosa zeneművészeti főiskoláján tanult, közben a második világháború alatt a német hadsereg katonájaként brit hadifogságba esett Olaszországban. Innen szabadulva olyan mesterek mellett tökéletesítette tudását mint Hans Rosbaud és Igor Markevich.
1947-ben Augsburgban kezdte karmesteri pályáját. 1949-ben Gerhard Seitz hegedűművésszel első díjat nyert a genfi szonátaversenyen. 1953-ban az akkori legfiatalabb német városi zeneigazgató lett Aachenben. Öt év múlva Wiesbadenben folytatta. 1957-ben Nyugat-Berlinben tárgyalt operai főzeneigazgatói állásról, de gázsiigényét elutasította a városi szenátus, ez a terve meghiúsult.
1960-tól valóságos álláshalmozásba kezdett. Főzeneigazgató lett a kölni Operában ('64-ig), tanár a helyi zeneakadémián, 1970-ig vezette a Bécsi Szimfonikusokat is. 1961-től 1973-ig a Hamburgi Filharmonikusoknak is karmestere volt. 1970 és '80 között a Suisse Romande Zenekar művészeti igazgatója volt.
1971-ben lett a müncheni Bajor Állami Opera főzeneigazgatója. Több mint húszéves vezetése idején számtalan elfeledett és kortárs német operát  mutatott be. Az 1983-as Wagner-évben a szerző mind a tizenhárom operáját elvezényelte. Fontos tette volt Richard Strauss teljesen árnyékba borított kamarazenei életműve koncertsorozaton való bemutatása.
1993-ban a Philadelphiai Zenekar művészeti igazgatója lett.
1955-től (Edinburgh) vett részt fesztiválokon. 1957-ben debütált Bayreuthban (Trisztán és Izolda).
Zongoristaként megelégedett a dalkíséréssel (pl. Dietrich Fischer-Dieskau rendszeres partnere volt) és a kamarázással.
Szülőhazáján kívül nem tartották az élvonalba tartozó karmesternek; a hagyományos dirigensideál megtestesítője volt. Repertoárján szinte kizárólag német szerzők szerepeltek.

## Könyvei
- Im Interesse der Deutlichkeit. Mein Leben mit der Musik (1988)
- Kontrapunkte (1993)